# موالي (الثورة الأمريكية)

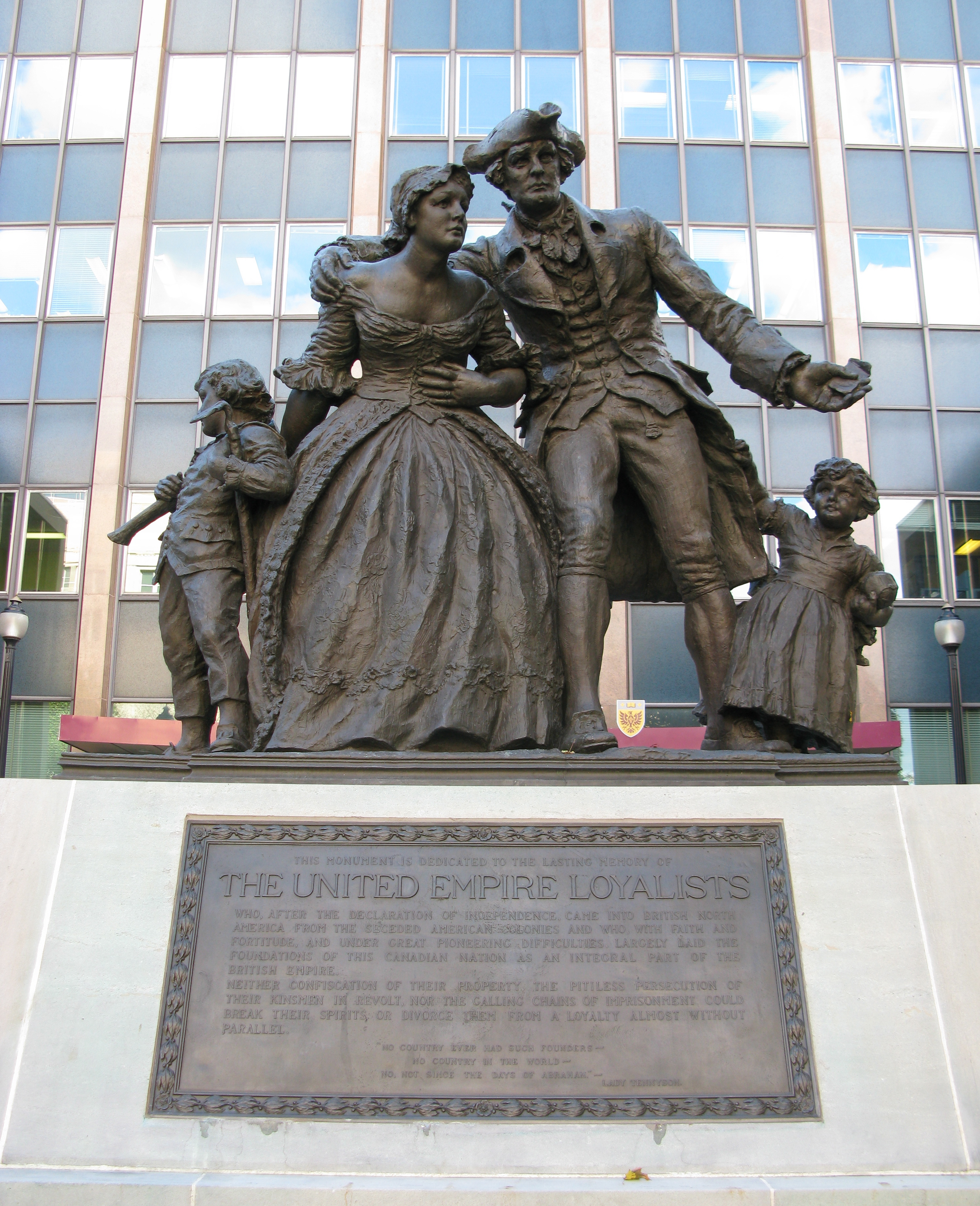

الموالون هم المستوطنون الأمريكيون الذين بقوا موالين لمملكة بريطانيا العظمى (والنظام الملكي البريطاني) خلال حرب الاستقلال الأمريكية. غالبًا ما كان يطلق عليهم آنذاك المحافظين، الملكيين، أو رجال الملك. وتصدى لهم الوطنيون، الذين دعموا الثورة. فر نحو 20٪ من الموالين عندما هزموا، إلى أجزاء أخرى من الإمبراطورية البريطانية، في بريطانيا أو أي مكان آخر في أمريكا الشمالية البريطانية، وخاصة أونتاريو ونيو برونزويك، حيث أطلق عليهم الموالون للإمبراطورية المتحدة. تم تعويض معظمهم بأراضي كندية أو بنقدية بريطانية تم توزيعها من خلال إجراءات المطالبات الرسمية.